# Dobroselica (gmina Čajetina)
Dobroselica (cyr. Доброселица) – wieś w Serbii, w okręgu zlatiborskim, w gminie Čajetina. W 2011 roku liczyła 367 mieszkańców.